# インゲボルク (小惑星)
インゲボルク (391 Ingeborg) は、火星横断小惑星の一つで、S型小惑星に分類される。マックス・ヴォルフがハイデルベルクで発見した。名前の由来は不明。